# イヨシロオビアブ
イヨシロオビアブ（伊予白帯虻、学名：Hirosia iyoensis）は、ハエ目アブ科の昆虫。イヨシロオビアブという和名は愛媛県の伊予面河渓（いよおもごけい）で記録されたことに由来するが、徳島県（祖谷）でコスアブ、富山県でオロロ、長野県（白馬山麓）でウルリまたはウルル、秋田県ではトシベ、石川県能登地方でウルル、新潟県でウルリまたはメジロアブと呼ばれる。日本固有種。
夏に山間部の渓流で大量発生し、集団で人など哺乳動物を襲い皮膚を切り裂き吸血する。

## 特徴
大きさが約18mmの小型吸血アブで、同じ吸血アブに属するウシアブより一回り小さく、全体的に黒いが胸の後端と腹部に鮮やかな白い帯がある。
川岸の木に止まって動物を待ち伏せ、集団で周りを旋回した後に身体に止まり吸血場所を探し3分程度の吸血行動を行う。朝と夕方に盛んに吸血する薄明薄暮型で、日中は活動が鈍い。

## 生態
夏季（特に7月から8月にかけて）に大量発生し、人間や動物の皮膚を切り裂き吸血し、強い痒みを残す。生物の汗や黒色、二酸化炭素に引き寄せられる性質があり、自動車の排気ガスを吸血対象と勘違いして寄ってくることもある。
幼虫期は320〜360日で、落葉広葉樹の林床に生息している。梅雨が長い年は変態せず2年以上幼虫で暮らすことがある。蛹は10日程度で孵化し、成虫の寿命が約1ヶ月とほぼ1年での世代サイクルを持つ。羽化してから第1回目の産卵は幼虫期にためた栄養のみで産卵可能で吸血を必要せず、2回目以降は吸血を必要とする性質があり、無吸血産卵性と呼ばれる。

## イヨシロオビアブ群
ツナギアブ（Hirosia）属のイヨシロオビアブ群として9種が知られ、いずれも日本固有種である。
- アオコアブ(Hi. humilis)
- キンイロアブ(Hi. sapporoensis)
- オオツルアブ(Hi. otsurui)
- イヨシロオビアブ(Hi. iyoensis)
- Hi. kotoshoensis
- Hi. daishojii
- Hi. masamitsui
- Hi. hyugaensis
- Hi. amamiensis

## 文化
富山県西部ではイヨシロオビアブ（オロロ）がお盆の頃に大発生することから、オロロは倶利伽羅峠で敗れた平家の落人であるという伝承がある。
富山県南砺市利賀村ではイヨシロオビアブ（オロロ）をモチーフとしたゆるキャラ「オロロ君」がいる。